# The Chronology of Water
Pour plus de détails, voir Fiche technique et Distribution.
The Chronology of Water est un film américano-franco-letton réalisé par Kristen Stewart et sorti en 2025. Premier long métrage en tant que réalisatrice, il raconte l'histoire de Lidia Yuknavitch, en s'inspirant librement de ses mémoires publiées en 2011.
Le long métrage est présenté pour la première fois dans la section Un certain regard du festival de Cannes 2025. 

## Synopsis
Lidia Yuknavitch est une jeune femme marquée par des maltraitances — y compris sexuelles — au sein de sa famille puis par des abus, des excès et des addictions (drogues et alcools notamment). Elle va peu à peu trouver un mode d'expression à travers l'écriture et sa voie en tant que sportive, avec la natation. Elle devient finalement une enseignante, une mère et une écrivaine moderne et singulière.
Inspiré (librement) des mémoires de Lidia Yuknavitch publiée en 2011 sous le même titre, ce film n'est pas un récit traditionnel avec une succession de scènes, mais une succession de fragments d’images, de phrases, de souvenirs et de sensations, traduisant une difficulté d’être,.

## Fiche technique
Sauf indication contraire, les informations mentionnées dans cette section peuvent être confirmées par les bases de données cinématographiques IMDb, Allociné et Unifrance,  présentes dans la section « Liens externes ».
- Titre original : The Chronology of Water
- Réalisation : Kristen Stewart
- Scénario : Andy Mingo et Kristen Stewart, d'après les mémoires The Chronology of Water de Lidia Yuknavitch
- Musique : Paris Hurley
- Direction artistique : Askels Millers
- Décors : Jen Dunlap
- Costumes : Liene Dobraja
- Montage : Olivia Neergaard-Holm
- Photographie : Corey C. Waters
- Production : Rebecca Feuer, Charles Gilibert, Maggie McLean, Dylan Meyer, Andy Mingo, Michael Pruss, Svetlana Punte, Ridley Scott, Kristen Stewart et Yulia Zayceva
  - Production déléguée : Scott Aharoni, Chris Cooper, Sinan Eczacibasi, Daniel John Goldberg, Abigail Honor, Yan Vizinberg et Metin Alihan Yalcindag
- Sociétés de production : CG Productions, Scott Free Productions, Telekompanija Forma Pro, NeverMind Productions, Curious Gremlin, Forma Pro Films, Fremantle, Lorem Ipsum Corp. et Scala Films
- Société de distribution : Les Films du losange (France)[3]
- Pays de production :  États-Unis,  France,  Lettonie
- Langue originale : anglais
- Genre : drame biographique, romance
- Durée : 128 minutes
- Date de sortie :
  - France : 16 mai 2025 (festival de Cannes - Un certain regard)[4],[5] ; 15 octobre 2025 (sortie nationale)[6]

## Distribution
- Imogen Poots : Lidia Yuknavitch
- Thora Birch
- Tom Sturridge
- Kim Gordon
- James Belushi
- Earl Cave
- Susannah Flood
- Michael Epp
- Charlie Garrick
- Esme Allen
- Jeremy Ang Jones

## Production

### Genèse et développement
En novembre 2022, Kristen Stewart annonce que son premier film en tant que réalisatrice sera un drame intitulé The Chronology of Water, un projet qu'elle avait en tête depuis 2018 et qui sera produit par Ridley Scott.

### Attribution des rôles
Dès l'annonce du projet, Imogen Poots est choisie pour le rôle principal.
En septembre 2024, alors que le tournage du film est terminé, il est révélé que Thora Birch, Tom Sturridge, Kim Gordon ou encore James Belushi font partie de la distribution.

### Tournage
Le tournage se déroule de juin à juillet 2024 à Malte et en Lettonie.

## Distinctions

### Sélection
- Festival de Cannes 2025 : section Un certain regard